# Loch Ciaran
Loch Ciaran är en sjö i Storbritannien.   Den ligger i riksdelen Skottland, i den nordvästra delen av landet, 600 km nordväst om huvudstaden London. Loch Ciaran ligger 148 meter över havet. I omgivningarna runt Loch Ciaran växer i huvudsak blandskog.